# Herb Bad Kreuznach

Herb Bad Kreuznach

Herb Bad Kreuznach – w środku srebrnej (białej) tarczy herbowej znajduje się pas niebiesko-złotej szachownicy. Ponad pasem, w srebrnym polu dwa czarne krzyże, a poniżej kolejny, trzeci krzyż. Całość nakryta jest złotą koroną miejską (corona muralis).
Niebiesko-żółta szachownica nawiązuje do grafów Sponheim (Grafen zu Sponheim), pod których władzą było miasto od XIII do XV wieku. Krzyże nawiązują, błędnie, do nazwy miasta: średniowieczne villa crucenacus, villa Crucinaca, Crucinacho czy wreszcie Crucenach kojarzono z niemieckim słowem Kreuz, oznaczającym krzyż, tymczasem nazwa ta jest znacznie starsza - pochodzi z czasów rzymskich i związane jest prawdopodobnie z imieniem wodza celtyckiego. Celtycko-łacińskie Cruciniacum znaczyło dom Cruciniusa.
Herb Bad Kreuznach pojawił się po raz pierwszy w XIII wieku na miejscowym kościele św. Mikołaja. Korona miejska została dodana około roku 1800 przez Francuzów, którzy w tym czasie zajęli te tereny - początkowo była bordowa, obecnie jest najczęściej złota.